# زانکت توماس
زانکت توماس (به آلمانی: Sankt Thomas) یک شهر در آلمان است که در بیتبورگ-پروم واقع شده‌است.